# Angle de Cobb

Angle de Cobb en una escoliosi

L'angle de Cobb va ser originalment usat per mesurar la deformitat del pla frontal en les radiografies dels plans cranial i caudal en la classificació d'escoliosi. Posteriorment, ha estat adaptat per a classificar la deformitat del pla sagital, especialment en la fixació de traumàtiques fractures toracolumbars de columna. En el context de traumatismes de la columna i l'avaluació de la deformitat del pla sagital, l'angle de Cobb es defineix com l'angle format entre una línia dibuixada en paral·lel fins a la placa superior terminal d'una vèrtebra per sobre de la fractura i una línia paral·lela a la placa inferior d'una vèrtebra un nivell per sota la fractura.
L'angle Cobb angle és el mètode preferit per mesurar cifosi posttraumàtica.